# Elezioni dell'Assemblea costituente portoghese del 1975
Le elezioni dell'Assemblea costituente in Portogallo del 1975 ebbero luogo il 25 aprile.

## Risultati
| Liste                                               | Voti      | %     | Seggi |
| --------------------------------------------------- | --------- | ----- | ----- |
| Partito Socialista                                  | 2.162.972 | 37,87 | 116   |
| Partito Popolare Democratico                        | 1.507.282 | 26,39 | 81    |
| Partito Comunista Portoghese                        | 711.935   | 12,46 | 30    |
| Centro Democratico e Sociale                        | 434.879   | 7,61  | 16    |
| Movimento Democratico Portoghese                    | 236.318   | 4,14  | 5     |
| Fronte Socialista Popolare                          | 66.307    | 1,16  | -     |
| Movimento della Sinistra Socialista                 | 58.248    | 1,02  | -     |
| Unione Democratica Popolare                         | 44.877    | 0,79  | 1     |
| Fronte Elettorale Comunista (Marxista-Leninista)    | 33.185    | 0,58  | -     |
| Partito Popolare Monarchico                         | 32.526    | 0,57  | -     |
| Partito di Unità Popolare                           | 13.138    | 0,23  | -     |
| Lega Comunista Internazionalista                    | 10.835    | 0,19  | -     |
| Associazione per la Difesa degli Interessi di Macau | 1.622     | 0,03  | 1     |
| Centro Democratico di Macau                         | 1.030     | 0,02  | -     |
| Totale                                              | 5.315.064 |       | 250   |
| Voti nulli                                          | 396.675   | 6,95  |       |
| Totale                                              | 5.711.829 | 100   |       |